# Sweet Child o' Mine
Sweet Child o' Mine er det niende nummer på det amerikanske Hard Rock band Guns N' Roses' debutalbum Appetite for Destruction.
Sangen blev udgivet som bandets 3. single (Efter Welcome to the Jungle) den 20. august 1988 og er den eneste Guns N' Roses single, der har nået nr. 1 på Billboard Hot 100 Chart. Den nåede også nr. 6 på UK Singles Chart.
Sangen blev skrevet af forsanger Axl Rose, guitarist Slash og sangskriver Mikey Wiseman under en intens seks timers brainstorm efter en nytårsfest. Sangen handler om Rose's daværende kæreste og senere kone, Erin Everly.
Slash er blevet citeret for at have foragtet sangen, fordi den havde sine rødder som blot værende en "streng-skiftelses-øvelse" og en form for joke. I en VH1 udsendelse, blev det sagt, at Slash spillede riffet i en jam session som en joke. Trommeslageren Steven Adler og Slash var ved at opvarme, da Slash begyndte at spille en "cirkus melodi", samtidig med at han skar ansigter af Steven. Izzy bad Slash om at spille den igen, og Axl styrtede ovenpå for at finde en ufærdig tekst han var begyndt på at skrive til sin kæreste Erin Everly. Da Adler tilføjede trommer, blev riffet kernen i sangen. Oprindeligt var der et tredje vers i sangen. Men dette vers blev senere fjernet, fordi bandets producer, Spencer Proffer, følte, at sangen ville blive for lang. Det endelige dramatiske "breakdown" blev ikke tilføjet inden Proffer foreslog, at bandet skulle tilføje et. Bandet var enige med ham, men var ikke sikre på, hvordan det skulle gøres, og Axl begyndte at sige til sig selv: "Where do we go? Where do we go now?". Da, foreslog Spencer, at dette var hvad han skulle synge, og "Sweet Child o' Mine" var født.
I et interview med magasinet Hit Parader i 1988, sagde bassisten Duff McKagan: "Det sjove ved "Sweet Child o' Mine" er, at den var skrevet i løbet af fem minutter. Det var en af de sange, der kun havde tre akkorder. Det guitar lick Slash laver i begyndelsen var mest af alt en vittighed, og vi tænkte, "Hvad er det for en sang? Den blir ikke til noget, den vil bare være fyldstof på albummet." Og selv om den lyrisk var en meget sød og smuk sang, lavede Slash bare sjov, da han første gang spillede det lick."